# Африкански цепкоклюн щъркел
Африканският цепкоклюн щъркел (Anastomus lamelligerus) е вид птица от семейство Щъркелови (Ciconiidae).

## Разпространение и местообитание
Разпространен е в Ангола, Бенин, Ботсвана, Буркина Фасо, Бурунди, Габон, Гана, Еритрея, Етиопия, Замбия, Зимбабве, Камерун, Кения, Република Конго, Демократична република Конго, Кот д'Ивоар, Либерия, Мадагаскар, Малави, Мали, Мозамбик, Намибия, Нигер, Нигерия, Руанда, Свазиленд, Сенегал, Сиера Леоне, Сомалия, Судан, Танзания, Того, Уганда, Централноафриканската република, Чад, Южен Судан и Южна Африка.